# Brandstiftung

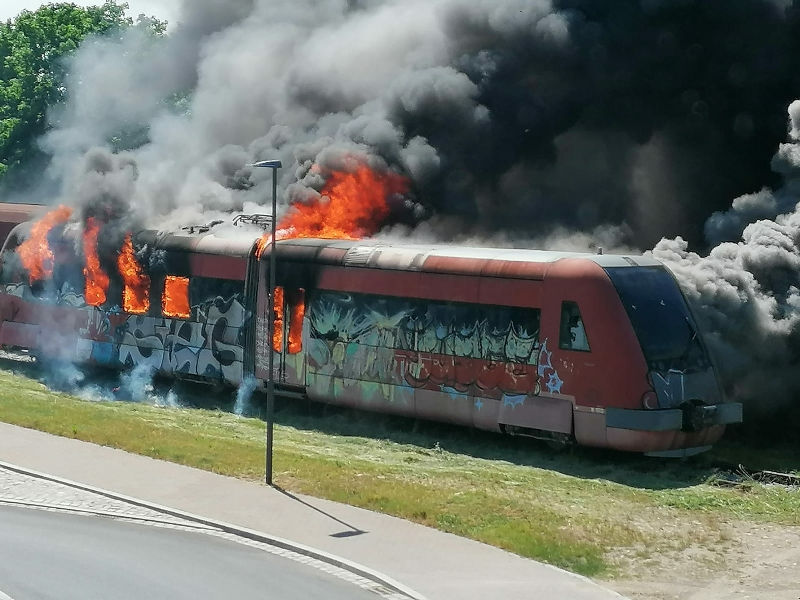
Mutmaßliche Brandstiftung in Plau

Unter Brandstiftung versteht man das vorsätzliche oder fahrlässige unerlaubte Inbrandsetzen eines nicht dazu bestimmten Sachgutes. Ein rückfälliger Brandstifter wird umgangssprachlich auch als Feuerteufel bezeichnet. Brandstiftung ist von Brandschatzung zu unterscheiden.

## Motive und Ursachenzusammenhänge für Brandstiftung
Der Großteil der aufgeklärten Brandstiftungen dient dem Versicherungsbetrug oder der Vertuschung anderer Straftaten (etwa Einbruch, Unterschlagung). Auch Erpressung und Drohung sind mögliche Motive. Rund 50 % der Brandstiftungen und das Herbeiführen einer Brandgefahr (in Deutschland) bleiben unaufgeklärt.

### Warmer Abriss
Die Begriffe warmer Abriss oder Warmsanierung bezeichnen umgangssprachlich das mutwillige Abbrennen einer Immobilie durch den Eigentümer unter Vortäuschung eines normalen Brandfalls, um die Versicherung zu betrügen oder Vorschriften des Denkmalschutzes zu umgehen, welche gegebenenfalls einem legalen Gebäudeabbruch entgegenstehen.
Ein Versicherungsbetrug in besonders schwerem Fall liegt bei einem warmen Abriss häufig vor, in Deutschland etwa dann, wenn der Täter den Versicherungsfall vortäuscht, nachdem er oder ein anderer zu diesem Zweck eine Sache von bedeutendem Wert in Brand gesetzt hat oder diese durch eine Brandlegung ganz oder teilweise zerstört hat; dies wird mit Freiheitsstrafe von 6 Monaten bis zu 10 Jahren bedroht (§ 263 Abs. 3 Satz 2 Nr. 5 StGB).
Bis in die 1970er Jahre konnte ein „Warmer Abriss“ aber auch ein zulässiges Verfahren zur Beseitigung eines Bauwerkes sein, solange sichergestellt werden konnte, dass umgebende Bauwerke und Flächen nicht durch das Feuer gefährdet wurden.

### Verhaltensstörung
Hierunter lassen sich alle Fälle zusammenfassen, bei denen das Verhalten der Brandstifter von den üblichen Normen des menschlichen Zusammenlebens abweicht, unter Umständen sogar krankhafte Züge aufweist (Rachsucht, krankhafter Neid, Hass, krankhafte Eifersucht, Pyromanie, Geltungssucht, Zerstörungswut). Es besteht oft eine enge Beziehung des Täters zum Eigentümer oder Besitzer der beschädigten Sache. Oft sind die Täter selbstunsichere, schüchterne und gehemmte Persönlichkeiten und leben unverheiratet im Familienverbund.

### Politisch motivierte Gewalttat
Hierunter sind die Brandstiftungsfälle einzustufen, bei denen der Täter Druck auf die Öffentlichkeit auszuüben versucht, um eine Veränderung der bestehenden Verhältnisse im weitesten Sinn zu erreichen. Es kann sich dabei um politische, soziale, ethnische oder religiöse Beweggründe handeln (Wirtschaftssabotage, Stimmungsmache, Arbeitskämpfe, Einschüchterung, Erpressung, Terror).
Im Falle politisch motivierter Gewalt spricht man auch von einem Brandanschlag.

### Brandlegung durch Feuerwehrangehörige
Zu diesem Themenkomplex gab es ein Forschungsprojekt am Lehrstuhl für Kriminologie, Kriminalpolitik und Polizeiwissenschaft an der Juristischen Fakultät der Ruhr-Universität Bochum. Im Bericht über dieses Projekt ging der Autor Frank D. Stolt davon aus, dass es sich um ein in absoluten Zahlen ständig zunehmendes Problem handele, das Schäden in volkswirtschaftlich relevanter Größe verursache und durch die Berichterstattung der Massenmedien schon fast zu einem Alltagsphänomen geworden sei.
Stolt schätzt die Zahl der Brandstifter bei den Freiwilligen Feuerwehren auf etwa 3.000. Bei 1,3 Millionen aktiven Mitgliedern in Deutschlands Freiwilligen Feuerwehren läge der Anteil brandstiftender Feuerwehrmänner damit bei 0,23 Prozent. Gemäß dem Deutschen Feuerwehrverband (DFV), Fachverband der Feuerwehren in Deutschland, sind nur ca. 0,03 Prozent aller Brandstiftungen auf Feuerwehrleute rückführbar.
In der Regel sind Brandstiftungen durch Feuerwehrangehörige keine politisch motivierten Gewalttaten. Vielmehr liegen die Motive im Bereich der Psyche. Sowohl das Erreichen eines Kicks bei Einsätzen als auch Sensationsdrang und der „Drang nach sozialer Anerkennung“ können Auslöser für derartige Brandstiftungen sein. Wie bei allgemeinen Brandstiftungen findet sich auch hier die Mehrheit an Brandstiftern unter der männlichen Bevölkerung bis 25 Jahren.

## Strafrecht

### Rechtslage in Deutschland
In Deutschland zählen die Brandstiftungsdelikte zu den gemeingefährlichen Straftaten und sind im 28. Abschnitt des Besonderen Teils des Strafgesetzbuchs in § 306 bis § 306f StGB normiert. Im Mittelpunkt der Brandstiftungsdelikte stehen zwei Tathandlungen: das Inbrandsetzen einer Sache sowie deren Zerstörung durch Brandlegung. Diese Handlungen werden durch Qualifikationstatbestände mit höherer Strafandrohung versehen, wenn die Tat sich gegen bestimmte Objekte richtet, mit schwerwiegenden Folgen für Dritte verbunden ist oder aus besonders verwerflichen Motiven heraus erfolgt. Die Eigenständigkeit der Brandstiftungsdelikte neben anderen erfolgsbezogenen Delikten mit vergleichbarer Schutzrichtung (Tötungs-, Körperverletzungs- und Sachbeschädigungsdelikte) erklärt sich daraus, dass das Tatmittel Feuer mit einer spezifischen, überdurchschnittlichen Gefährlichkeit verbunden ist, welche die anderen Deliktgruppen nur unzureichend abbilden.

### Rechtslage in Österreich und in der Schweiz
In Österreich war das Brandstrafrecht bis 1974 als besondere Form der Eigentumsverletzung ausgestaltet. Im Zuge der Strafrechtsreform von 1974 wurde die Brandstiftung in § 169 und § 170 des StGB neu geregelt. § 169 StGB behandelt vorsätzliche Brandstiftungen, § 170 StGB fahrlässige. Der § 169 StGB weist in seiner Struktur Parallelen zu §§ 306–306c des deutschen StGB auf, indem er vergleichbare Sachverhalte mit erhöhter Strafandrohung versieht. Tathandlung ist das Verursachen einer Feuersbrunst. Hierbei handelt es sich um einen Brand, der nicht durch menschliches Verhalten beherrschbar ist und die Gefahr der Ausbreitung birgt. Keine Feuersbrunst stellt es daher beispielsweise dar, wenn der Täter ein Fahrzeug anzündet, in dessen Umfeld sich keine brennbaren Objekte befinden. Anders als nach deutschem Recht unterfällt dies nicht der Brandstiftung, sondern der Sachbeschädigung.
Das Schweizer Brandstrafrecht ist in den Art. 221–222 StGB geregelt. Wie das österreichische StGB hat es das Verursachen einer Feuersbrunst zum Gegenstand. Im Vergleich mit dem deutschen und dem österreichischen Recht enthält das Schweizer Recht eine geringere Anzahl an qualifizierenden Tatbeständen.

## Metaphorische Verwendung
„Brandstiftung“ und „Brandstifter“ werden als negativ konnotierte politische Schlagworte in den Zusammensetzungen „geistige Brandstiftung“/„geistiger Brandstifter“ oder „verbale Brandstiftung“/„verbaler Brandstifter“ auch metaphorisch verwendet. Einer so bezeichneten Person/Personengruppe oder entsprechend einer Aussage/Verhaltensweise wird dadurch unterstellt, dass sie einen sozialen oder politischen „Brand“ lege. Eine frühe Verwendung findet sich 1849 in Deutsche Fahrten: Während der Revolution: „... und da sie nach dem Urtheile der Feinde geistige Brandstifter waren, so liess sie Campe an Ort und Stelle so sehr brandschatzen, dass ...“

## Geschichte
Anordnungen unter Pfalzgraf Karl IV. und weiteren Bauvorschriften aus dem Jahr 1772 dienten auch der Verhütung eines Brandes im Zusammenhang mit häuslichen Feuerstätten. In diesem Zusammenhang wird auch die Ahndung von Brandstiftungen geregelt: „Der Urheber einer vorsätzlichen Brandstiftung soll nach Kaiser Karls V. peinlicher Halsgerichtsordnung mit dem Feuer vom Leben zu Tode gebracht werden.“